# FATALIZER
『FATALIZER』（フェイタライザー）とは小林立によるSF漫画作品である。「月刊コミックブレイド」（マッグガーデン刊）の2003年8-11月号、2004年1月号で連載され、多くの伏線が未解消のまま終了した。
東京都の隅田川岸と長野県が舞台。

## あらすじ
20世紀末、太平洋上に作られた島であり組織でもあるオーバーワールドによって世界的な気象の変化が起こる。オーバーワールドは世界中から異能力者を集めており、その目的は不明。
そんななかである日、士栗の友達である宥利が謎の3人組によって連れ去られる。士栗はウィルマと協力して宥利の後を追うのであった。

## 登場人物
青山 士栗（あおやま しぐり）
中学1年生の少女。12歳。英語が話せる。元々は長野県八ヶ岳に住んでいたが、進学に合わせて春に東京へ引っ越してきた。年齢に見合わぬ巨乳であり、変わった性格をしている。祖父はノルウェー人で、士栗という名前はノルウェー語で勝利を意味するSigridから名付けられた。
閔 宥利（みん ゆり）
春頃にとある公園で士栗と出会う。オーバーワールドに追われ、中国から韓国-日本へと逃げてきた。自分の故郷に帰りたがっている。
ウィルマ（Wilma Horniman）
士栗の同級生。12歳。肌が色黒の留学生でオーストラリア出身。コンピューターに詳しい。士栗の数少ない友人の1人。
シャカ（Shaka）
オーバーワールドの一員。別名：イモータリティ（不滅）のシャカ（シャカ・ズールー）。イントゥロ（青頭蜥蜴）に会わずに不死を手に入れた唯一の人間（Zulu mythology）。腰に下げているウスランガの仮面（Uhlanga）は13年前にアフリカの遺跡で発見されたもので、着用すると自分を除く周囲の生物が液体化する。
カタリナ・ロメロ（Catherina Romero）
オーバーワールドの一員。別名：ハンドシェイカー。左手で触れた者を気絶させ、右手で触れた者の傷を癒す能力を持つ。ベネズエラ出身。
ハイナー（Heiner）
オーバーワールドの一員。別名：ドライブリレン（Drei Brillen=3つの眼鏡）。かける眼鏡によって身体能力が変化する。ドイツ出身。ハイナーは愛称で、本名はハンツ・ハインリッヒ・ニーマン（Hans Heinrich Niemann）。
フランシス・メルツァー（Francis Meltzer）
オーバーワールドの一員。通称：Dr.アンフィビアン。老人。アメリカ出身。多重人格の超能力者。30年以上前、中国奥地で謎の遺跡の探査をした際に出会った異星人によって自らの能力と心を奪われ再び心を取り戻すためにその異星人を追う。
エイミー・ペトレスク（Aimee Petrescu）
オーバーワールドの一員。コードネーム：フリースタイラー。少女の姿をした異星人で過去、中世のルーマニアに出没していた。あらゆる物質の元素を再構成する能力を持つ。手足を伸縮・硬質化・武器化などをして戦うが能力には制限があり、巨大化や空を飛んで戦うことはない。別名：カルパティアの悪魔。
エンジェレット・エヴァーグリーン
オーバーワールドの一員で宥利とは古くからの付き合い。エイミーの独断行動を察知し士栗達の所に現す。また、フランシスの行動の不自然さを察知し、処罰を下すなどの権限を持っている。
青山 和（あおやま のどか）
士栗の姉。本編未登場。
ネリー（Nellie）
フェイタライザー（運命奏者）。本編未登場。同作者の漫画『咲-Saki-』にて臨海高校一年生として同名キャラクターが登場。

## 単行本
- 第1巻：2004年2月発売 ISBN 978-4-86127-014-7